# Klässbol
Klässbol (/ʃˈlæssbuːl/) är en mindre tätort i Arvika kommun.
Klässbol är framför allt känt för Klässbols linneväveri, som bland annat väver linnedukarna till Nobelfesten och till en del av Sveriges ambassader. Vävningen sker i mekaniska jacquardvävstolar.
Serviceutbudet i Klässbol omfattar en pizzeria med pub, försäkringsbolag, loppmarknad, diverse hantverksbodar och Café Kvarnen, där både kung Carl XVI Gustaf och drottning Silvia fikat i samband med besök till Klässbols linneväveri. Klässbol har även en lanthandel som efter att ha varit nedlagd i några år öppnades igen den 2 juni 2018.
Det finns vidare gästhamn och ett flertal badplatser.
Det finns även två förskolor och en skola för årskurs ett till sex i Klässbol. 
Klässbol är också hemort för fotbollsklubben Klässbols sportklubb, som spelar sina hemmamatcher på Linnevi, där även träningsfaciliteter finns.

## Befolkningsutveckling
| Befolkningsutvecklingen i Klässbol 1960–2020                      | Befolkningsutvecklingen i Klässbol 1960–2020 | Befolkningsutvecklingen i Klässbol 1960–2020 | Befolkningsutvecklingen i Klässbol 1960–2020 | Befolkningsutvecklingen i Klässbol 1960–2020 |
| ----------------------------------------------------------------- | -------------------------------------------- | -------------------------------------------- | -------------------------------------------- | -------------------------------------------- |
|                                                                   |                                              |                                              |                                              |                                              |
| År                                                                |                                              |                                              | Folkmängd                                    | Areal (ha)                                   |
| 1960                                                              | 1960                                         |                                              | 173                                          | ¤                                            |
| 1965                                                              | 1965                                         |                                              | 223                                          |                                              |
| 1970                                                              | 1970                                         |                                              | 285                                          |                                              |
| 1975                                                              | 1975                                         |                                              | 320                                          |                                              |
| 1980                                                              | 1980                                         |                                              | 346                                          |                                              |
| 1990                                                              | 1990                                         |                                              | 349                                          | 58                                           |
| 1995                                                              | 1995                                         |                                              | 336                                          | 59                                           |
| 2000                                                              | 2000                                         |                                              | 336                                          | 59                                           |
| 2005                                                              | 2005                                         |                                              | 316                                          | 59                                           |
| 2010                                                              | 2010                                         |                                              | 293                                          | 58                                           |
| 2015                                                              | 2015                                         |                                              | 310                                          | 93                                           |
| 2020                                                              | 2020                                         |                                              | 309                                          | 99                                           |
| Anm.: Ny tätort 1965 ¤ Som tätortsbebyggelse med 150-199 invånare |                                              |                                              |                                              |                                              |